# Metsküla (Lääneranna)
Metsküla is een plaats in de Estlandse gemeente Lääneranna, provincie Pärnumaa. De plaats heeft de status van dorp (Estisch: küla).
Tot in oktober 2017 viel Metsküla onder de gemeente Lihula, provincie Läänemaa. In die maand werd Lihula bij de gemeente Lääneranna in de provincie Pärnumaa gevoegd.
Metsküla ligt aan de Baai van Matsalu.

## Bevolking
Het dorp had 51 inwoners op 31 december 2011 en 31 inwoners op 31 december 2021.